# كارول مارش
كارول مارش (بالإنجليزية: Carol Marsh)‏ هي ممثلة بريطانية (وحملت سابقاً جنسية المملكة المتحدة لبريطانيا العظمى وأيرلندا)، ولدت في 10 مايو 1926 في المملكة المتحدة، وتوفيت في 6 مارس 2010 بلندن في المملكة المتحدة بسبب مرض.

## وصلات خارجية
- كارول مارش على موقع IMDb (الإنجليزية)
- كارول مارش على موقع قاعدة بيانات الفيلم (الإنجليزية)